# Championnats d'Europe de gymnastique artistique masculine 2024
Navigation
Antalya 2023 Leipzig 2025
Les 36es championnats d'Europe de gymnastique artistique masculine se tiennent du 24 au 28 avril à Rimini en Italie. Les épreuves se tiennent à la Fiera di Rimini, une semaine avant les Championnats d'Europe féminins.
Le championnat offre une possibilité pour se qualifier pour les Jeux olympiques de Paris 2024.

## Programme
- Mercredi 24 avril
  - Compétition de qualification senior masculine comprenant les finales du concours multiple et la qualification pour les finales par équipe et individuelles par engin
  - Cérémonie de remise des médailles – Champion senior AA
- Jeudi 25 avril
  - Compétition de qualification junior masculine, y compris la finale par équipe plus
  - Qualification pour la finale du concours multiple et les finales individuelles par engin
  - Cérémonie de remise des médailles – Champion par équipe junior
- Vendredi 26 avril
  - Finales individuelles par engin senior hommes, partie 1
  - Cérémonies de médailles
- Samedi 27 avril
  - Finales individuelles par engin masculin junior et cérémonies de remise des médailles
  - Finales individuelles par engin senior hommes, partie 2 et cérémonies de médailles
- Dimanche 28 avril
  - Finale du concours général juniors
  - Cérémonie de remise des médailles – Champion Juniors AA
  - Finale par équipe senior masculine
  - Cérémonie de remise des médailles – Champions par équipe senior

## Podiums
| Épreuves                                        | Or                                                                                                | Or               | Argent                                                                                | Argent           | Bronze                                                                                   | Bronze           |
| Hommes (séniors)                                | Hommes (séniors)                                                                                  | Hommes (séniors) | Hommes (séniors)                                                                      | Hommes (séniors) | Hommes (séniors)                                                                         | Hommes (séniors) |
| ----------------------------------------------- | ------------------------------------------------------------------------------------------------- | ---------------- | ------------------------------------------------------------------------------------- | ---------------- | ---------------------------------------------------------------------------------------- | ---------------- |
| Concours par équipes résultats détaillés        | Ukraine Nazar Chepurnyi Illia Kovtun Igor Radivilov Radomyr Stelmakh Oleg Verniaiev               | 255,762 points   | Grande-Bretagne Joe Fraser James Hall Harry Hepworth Jake Jarman Courtney Tulloch     | 255,429 points   | Italie Yumin Abbadini Lorenzo Minh Casali Matteo Levantesi Marco Lodadio Mario Macchiati | 252,560 points   |
| Concours général individuel résultats détaillés | Mários Georgíou                                                                                   | 84,265 points    | Oleh Verniaïev                                                                        | 84,031 points    | Yumin Abbadini                                                                           | 83,765 points    |
| Sol résultats détaillés                         | Luke Whitehouse                                                                                   | 14,866           | Artem Dolgopyat                                                                       | 14,833           | Krisztofer Mészáros                                                                      | 14,600           |
| Cheval d'arçons résultats détaillés             | Rhys McClenaghan                                                                                  | 15,300           | Loran de Munck                                                                        | 14,900           | Mários Georgíou                                                                          | 14,800           |
| Anneaux résultats détaillés                     | Elefthérios Petroúnias                                                                            | 15,000           | Nikita Simonov                                                                        | 14,900           | Adem Asil                                                                                | 14,900           |
| Saut de cheval résultats détaillés              | Jake Jarman                                                                                       | 14,883           | Artur Davtyan                                                                         | 14,850           | Nazar Chepurnyi                                                                          | 14,749           |
| Barres parallèles résultats détaillés           | Illia Kovtun                                                                                      | 15,633           | Mários Georgíou                                                                       | 14,866           | Noe Seifert                                                                              | 14,833           |
| Barre fixe résultats détaillés                  | Illia Kovtun                                                                                      | 14,600           | Robert Tvorogal                                                                       | 14,566           | Mários Georgíou                                                                          | 14,366           |
| Hommes (juniors)                                |                                                                                                   |                  |                                                                                       |                  |                                                                                          |                  |
| Concours par équipes résultats détaillés        | Grande-Bretagne Uzair Chowdhury Zakaine Fawzi-McCaffrey Gabriel Langton Evan McPhillips Sol Scott | 240,258 points   | Italie Manuel Berettera Tommaso Brugnami Pietro Mazzola Simone Speranza Diego Vazzola | 240,230 points   | France Elias Brèche Nathan Camilleri Anthony Mansard Karim Mangala-Bima Alan Moullec     | 238,796 points   |
| Concours général individuel                     | Anthony Mansard                                                                                   | 81,499 points    | Tommaso Brugnami                                                                      | 80,832 points    | Gabriel Langton                                                                          | 79,564 points    |
| Sol                                             | Tommaso Brugnami                                                                                  | 13,866           | Anthony Mansard                                                                       | 13,500           | Alan Moullec                                                                             | 13,333           |
| Cheval d'arçons                                 | Hamlet Manukhyan                                                                                  | 14,500           | David Ivanov                                                                          | 14,300           | Mamikon Khachatryan                                                                      | 14,266           |
| Anneaux                                         | Tommaso Brugnami                                                                                  | 13,266           | Gabriel Langton                                                                       | 13,233           | Vincent Lindpointer                                                                      | 13,200           |
| Saut de cheval                                  | Sol Scott                                                                                         | 14,466           | Tommaso Brugnami                                                                      | 14,200           | Sergio Kovacs                                                                            | 14,016           |
| Barres parallèles                               | Uzair Chowdhury                                                                                   | 14,066           | Anthony Mansard Jonas Eder Sviatoslav Shved                                           | 13,700           |                                                                                          |                  |
| Barre fixe                                      | Anthony Mansard                                                                                   | 13,433           | Kyano Schepers                                                                        | 13,333           | Manuel Berettera                                                                         | 13,300           |